# バグルー!!
『バグルー!!』は、2009年1月8日から同年12月24日まで名古屋テレビ（メ〜テレ）で放送されていたトークバラエティ番組である。全48回。

## 概要
Bugs Under Grooveのメンバー6人がゲストの女性芸能人をもてなして楽しませる模様を放送していた深夜番組。
2009年9月24日放送分までは、バグズのメンバー各々が女性ゲストに様々な耳寄り情報をプレゼンテーションしていき、彼女たちから評価を得て名誉の称号 "MBP" の獲得を目指すという内容で放送されていた。そのため、トークバラエティ番組であると同時に情報番組としての側面も併せ持っていた。この当時の番組は、メンバー各々が情報のプレゼンテーションに用いる取材VTRと、それらを基に彼らがスタジオ内でトークを繰り広げるパートによって構成。収録は、背景からセットまで全てが白一色に彩られたスタジオの中で行われていた。稀にスタジオ外でロケを行うこともあったが、それらは企画回放送時に限られていた。
同年10月8日放送分からは女性ゲストへの情報のプレゼンテーションが無くなり、出演者全員でゲームをしたり面白DVDを鑑賞したりして楽しく過ごすという内容に変更された。また、番組公式サイトにあるキャッチフレーズも「おもてなしバラエティー」から「お遊びバラエティー」へと変更されたが、リニューアルから3か月で番組は終了した。最終回では特別最終回らしい企画を設けずに、平常通りの内容で放送されていた。

## 放送時間
いずれも日本標準時。
- 木曜 25:20 - 25:50 （2009年1月8日 - 2009年9月24日）
- 木曜 25:25 - 25:55 （2009年10月8日 - 2009年12月24日）

## 出演者

### 司会
- TETSU （Bugs Under Groove）

### プレゼンター
- TAKA （Bugs Under Groove）
- IYO-P （Bugs Under Groove）
- TETSUYA （Bugs Under Groove）
- MASASHI （Bugs Under Groove）
- SHIO （Bugs Under Groove）

### ナレーター
- 佐藤倫子（当時メ〜テレアナウンサー、2009年1月8日 - 2009年4月16日）
- 村中智絵（当時メ〜テレアナウンサー、2009年4月23日 - 2009年10月8日）
- 井上裕衣（メ〜テレアナウンサー、2009年10月15日 - 2009年12月24日）

### その他の主な出演者
- 姫 - その日の女性ゲストに対する番組独自の呼称。稀に複数の姫が出演することもあった。
- 制作スタッフ - バグズのメンバーがプレゼンテーションに用いていた取材VTRに出演。

## スタッフ
- 構成 - 樅野太紀、政池洋佑、西澤公太郎
- 技術協力 - 千代田ビデオ、スタジオヴェルト、LOOP
- ディレクター - 中村俊輔、畑中真治
- 演出 - 酒井隆茂、鶴雅比呂
- プロデューサー - 朝倉雅彦（Hakuhodo DY media partners）、岡野義彦（Hakuhodo DY media partners）、恒川潤（メ〜テレ）
- 総合演出 & プロデューサー - 太田雅人（メ〜テレ）
- チーフプロデューサー - 新村裕（メ〜テレ）
- リサーチ - 久松知博
- 制作協力 - Hakuhodo DY media partners、office S
- 制作著作 - メ〜テレ

## テーマ曲

### オープニングテーマ
- エヴリバディ・ダンス・ナウ! （C+C ミュージック・ファクトリー） + スリラー（マイケル・ジャクソン）のサンプリング

### エンディングテーマ
- さよならもありがとうも言えない（坂詰美紗子）
- Birth （ARU）
- Sunshine （山口リサ）
- 能動的三分間（東京事変）

## 番組イベント
- バグルー!! アフターパーティー
  - 開催会場 - Electric Lady Land
  - 開催日 - 2009年8月12日
  - 放送日 - 2009年9月3日、2009年10月8日[2]
  - 出演者 - Bugs Under Groove、村中智絵、圭春、マイコーりょう、田原俊彦